# The Buffalo Creek Flood: An Act of Man
The Buffalo Creek Flood: An Act of Man is een Amerikaanse documentaire uit 1975 geregisseerd door Mimi Pickering. De film gaat over hoe een dam in Logan County (West Virginia) doorbrak en veel vernielde, net twee dagen nadat de dam was goedgekeurd door een officiële commissie. In de film zijn er interviews met overlevenden en beelden van de ramp te zien. De film werd in 2005 opgenomen in het National Film Registry.